# Santa Maria de Merlès
Santa Maria de Merlès és un municipi de la comarca del Lluçanès, si bé adscrit administrivament a la del Berguedà. Està situat a l'extrem oest de la regió de l'Alt Ter.
El municipi és travessat per la riera de Merlès, que el divideix en dues parròquies: la de Santa Maria a occident (que pertany al Bisbat de Solsona) i la de Sant Martí a orient (que pertany al Bisbat de Vic). Santa Maria de Merlès es troba a 14 km a l'est de Puig-reig, i a 8 km a l'oest de Prats de Lluçanès, el poble important més proper.
| Entitat de població        | Habitants (2024) |
| Santa Maria de Merlès      | 69               |
| Sant Martí de Merlès       | 66               |
| Sant Pau de Pinós          | 27               |
| Sant Miquel de Terradelles | 7                |
| la Molina                  | 6                |
| Font: Idescat              |                  |

## Geografia
- Llista de topònims de Santa Maria de Merlès (Orografia: muntanyes, serres, collades, indrets..; hidrografia: rius, fonts...; edificis: cases, masies, esglésies, etc).

## Llocs d'interès
- Poblat de Merles (Edat del Bronze)[4]
- Pont romànic de Sant Martí
- Església de Sant Pau de Pinós, iniciat al s. xii[5]
- Església de Sant Miquel de Terradelles, s. xii
- Església barroca de Santa Maria de Merlès, s. xvii[6]
- Ruïnes del Castell de Merlès, s. xii[7]
- Capella de Santa Maria Magdalena, amb escultures zoomorfes[8]
- Nucli ecològic de Camadoca, dedicat a les espècies autòctones de la Riera de Merlès

## Demografia
| 1497 f | 1515 f | 1553 f | 1717 | 1787 | 1857 | 1877 | 1887 | 1900 | 1910 |
| ------ | ------ | ------ | ---- | ---- | ---- | ---- | ---- | ---- | ---- |
| 12     | 20     | 13     | 337  | 262  | 818  | 481  | 478  | 403  | 412  |

| 1920 | 1930 | 1940 | 1950 | 1960 | 1970 | 1981 | 1990 | 1992 | 1994 |
| ---- | ---- | ---- | ---- | ---- | ---- | ---- | ---- | ---- | ---- |
| 612  | 612  | 600  | 604  | 569  | 509  | 304  | 264  | 195  | 195  |

| 1996 | 1998 | 2000 | 2002 | 2004 | 2006 | 2008 | 2010 | 2012 | 2014 |
| ---- | ---- | ---- | ---- | ---- | ---- | ---- | ---- | ---- | ---- |
| 183  | 169  | 168  | 156  | 153  | 152  | 156  | 162  | 173  | 177  |

| 2016 | 2018 | 2020 | 2022 | 2024 | 2026 | 2028 | 2030 | 2032 | 2034 |
| ---- | ---- | ---- | ---- | ---- | ---- | ---- | ---- | ---- | ---- |
| 178  | 183  | 184  | 184  | 175  | -    | -    | -    | -    | -    |

## Fills il·lustres
- Josep Maria Vilarmau i Cabanes, (1900-1947), folklorista, sebollit al cementiri de Merlès.